# 9491 Туфт
9491 Туфт (9491 Thooft) — астероїд головного поясу, відкритий 25 березня 1971 року.
Тіссеранів параметр щодо Юпітера — 3,638.
Названо на честь Герарда 'т Гофта, (нід. Gerard 't Hooft, нар.1946) - нідерландського фізика у галузі дослідження елементарних частинок. Лауреат Нобелівської премії з фізики 1999 року.